# Bumfights
Bumfights es una serie de películas producidas por Indecline Films. Los videos muestran a adolescentes e indigentes (sobre todo Rufus Hannah y Donnie Brennan) en las áreas metropolitanas de San Diego, San Francisco, Los Ángeles y Las Vegas  que luchan y que realizan hazañas a cambio de dinero, alcohol, y otros incentivos. El primer video, Bumfights: A Cause for Concern (2002), fue producido por Ryan McPherson, con Zachary Bubeck, Daniel J. Tanner, y Michael Slyman, como Indecline Films. Poco después de que las ventas comenzaron a escalar, Indecline Films presuntamente vendió los derechos a dos inversionistas, que pasó a producir tres secuelas.
Los videos de inmediato se ganaron las críticas de las organizaciones convencionales. La sede en Estados Unidos de la Coalición Nacional para las Personas sin Hogar (NCH) (National Coalition for the Homeless) declaró que Bumfights difunde el odio contra las personas indigentes y los deshumanizan. En abril de 2006, los cuatro cineastas originales acordaron no producir más "Bumfights" o distribuir vídeos ya realizados, y pagar a tres hombres sin hogar que aparecen en los videos, en virtud de un acuerdo asociado a una demanda.

## Serie de videos
- Bumfights: A Cause for Concern (2002)
- Bumfights 2: Bumlife (2003)
- Bumfights 3: The Felony Footage (2004)
- Bumfights 4: Return Of The Rufus (2006)